# La Garde-Adhémar

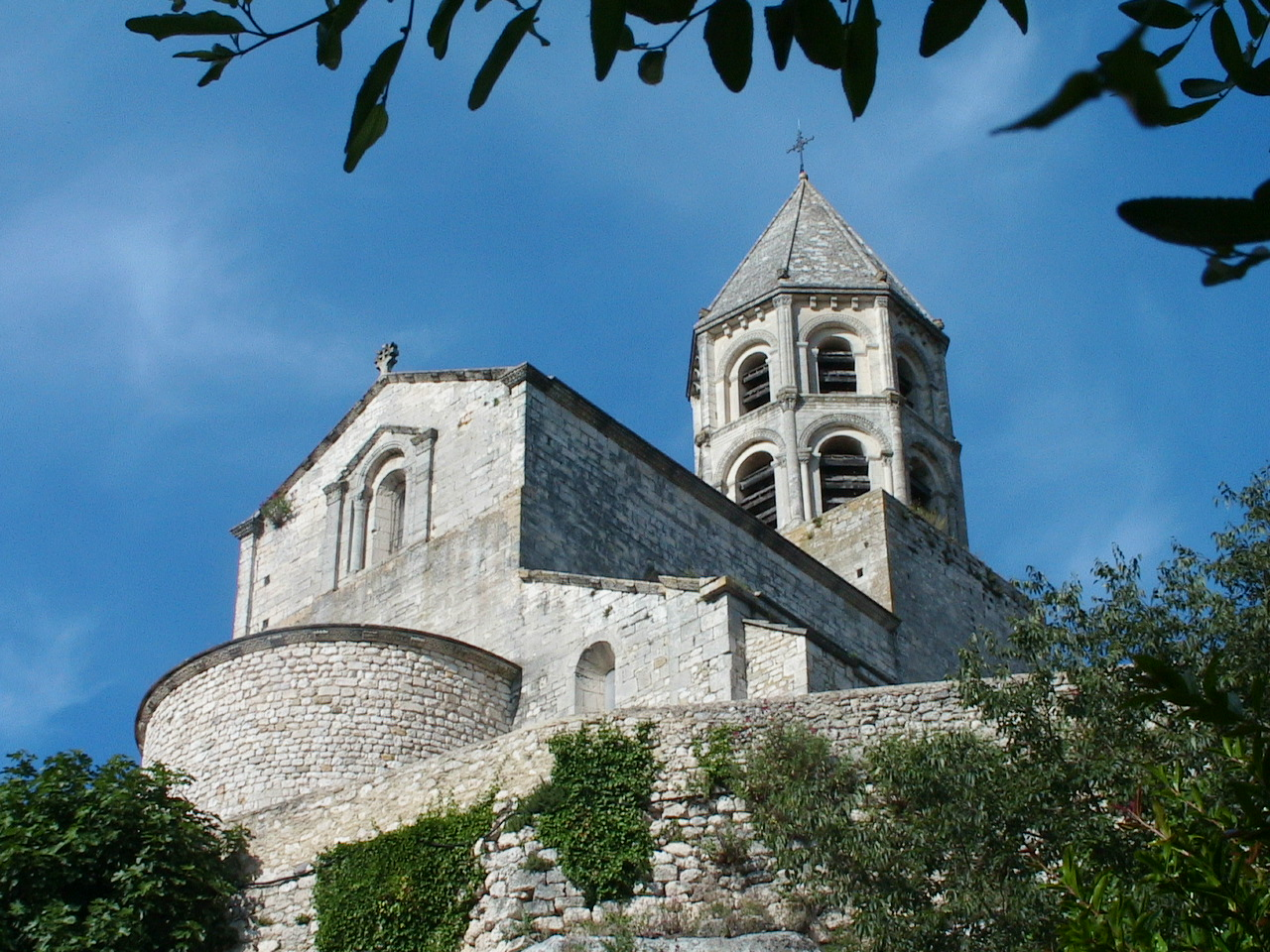
Iglesia parroquial de Saint-Michel

La Garde-Adhémar es una comuna francesa del departamento del Drôme en la región de Ródano-Alpes. Se encuentra en un saliente rocoso dominando el valle del Ródano en las cercanías de Pierrelatte. La vista desde el mismo y su patrimonio arquitectónico le valen estar incluida en la lista de les plus beaux villages de France.

## Demografía
| 807 | 510 | 550 | 880 | 1077 | 1108 | 1075 |
| Para los censos de 1962 a 1999 la población legal corresponde a la población sin duplicidades (Fuente: INSEE [Consultar]) |     |     |     |      |      |      |